# Чернеччанська волость
Чернетчинська волость — адміністративно-територіальна одиниця Сумського повіту Харківської губернії.

Найбільші поселення волості станом на 1914 рік:
- село Велика Чернеччина — 4470 мешканців;
- село Токарі — 2075 мешканців;
- село Мала Чернеччина — 1215 мешканців.

Старшиною волості був Обозний Єфім Миколайович, волосним писарем — Бусменко Павло Кирилович, головою волосного суду — Закорко Пилип Сифонович.